# Srŏk Koun Mom
Srŏk Koun Mom är ett distrikt i Kambodja.   Det ligger i provinsen Ratanakiri, i den östra delen av landet, 290 km nordost om huvudstaden Phnom Penh. Antalet invånare är 8 814.